# BRIGHT STREAM
「BRIGHT STREAM」（ブライト・ストリーム）は、水樹奈々の28枚目のシングル。2012年8月1日にキングレコードから発売された。

## 概要
前作「TIME SPACE EP」から約2か月でのリリースとなる、2012年3枚目のシングル。
収録された3曲はそれぞれアニメ映画『魔法少女リリカルなのは The MOVIE 2nd A's』の主題歌と挿入歌、テレビアニメ『DOG DAYS'』の主題歌と全曲にタイアップが付いている。楽曲はタイアップ作品とのシンクロを重視して制作されたため、全曲ともにアップテンポでパワフルな曲となった。
ちなみに水樹は「水樹奈々」名義のシングルをデビュー以来、年に2回だけ（同時リリース以外）リリースしていたが今年は初めて3回にわたってのリリースである。
なお表題曲「BRIGHT STREAM」は第63回NHK紅白歌合戦での歌唱曲となった。

## チャート成績
8月4日付オリコンデイリーシングルチャートでSMAPの「Moment」を上回り1位を獲得し、「PHANTOM MINDS」以来シングル通算3作目のデイリー1位となった。8月13日付オリコン週間シングルチャートで2位を獲得。推定売上枚数は75379枚に達し、初動売上の自己最多記録（「Trickster」の57201枚）を更新した。なお、同チャートのTOP3入りは、18thシングル「Trickster」以来11作連続、TOP10入りは17作連続通算18度目となった。
発売7週目となる2012年9月24日付のオリコン週間シングルチャートで累計売上が10万枚に到達。シングルでは初の10万枚突破を成し遂げた。声優のシングル10万枚突破は、林原めぐみの「Over Soul」以来、11年ぶり。
水樹奈々のシングルとしては、コラボレーションを除く最大のヒット曲となっている。
2012年のA&Gメディアステーション こむちゃっとカウントダウン年間ランキング1位を獲得した。今作で3度目の年間ランキング1位獲得となり、番組最多年間ランキング1位獲得アーティストとなった。

## 収録曲
1. BRIGHT STREAM [4:11]
作詞：水樹奈々、作曲：吉木絵里子、編曲：藤間仁（Elements Garden）
アニメ映画『魔法少女リリカルなのは The MOVIE 2nd A's』主題歌
12thシングル「ETERNAL BLAZE」と対をなすストレートで王道な曲で、「ETERNAL BLAZE」のドラマチックさと、「PHANTOM MINDS」の女性的な優しさを掛け合わせている[1]。
タイトルの「BRIGHT STREAM」は「ひと筋の光」の意で、出会いが光を産む2nd A's同様、光を際立たせたかったために当タイトルを選んだ。そのためピアノにも流星をイメージしたキラキラした要素が含まれている[1]。
ちなみにレコーディングはアフレコ終了時にフェイトの気持ちとシンクロした状態で行われた[1]。
なお、この曲は、2012年11月4日に放送された「NHKのど自慢」（愛媛県西予市）で歌われた。
2. FEARLESS HERO [4:16]
作詞：藤林聖子、作曲：奈良悠樹、編曲：藤田淳平（Elements Garden）
テレビアニメ『DOG DAYS'』オープニングテーマ
「大切な人と過ごす夏休み」をテーマとした少年っぽさを感じさせる楽曲で、歌詞にも主人公のシンクのキラキラ感が表現されている[1]。
3. Sacred Force [3:07]
作詞：Hibiki、作曲：しほり、編曲：藤間仁（Elements Garden）
アニメ映画『魔法少女リリカルなのは The MOVIE 2nd A's』挿入歌だが、厳密にはオリジナルであるこちらは使用されず、映画本編では劇中シーンに合わせて曲の尺が延びたバージョン（のちに「ROCKBOUND NEIGHBORS」に「Sacred Force -Extended Mix-」として収録）が使用された。
水樹曰く「酸欠で倒れそうになるほど、エネルギーが必要な曲」であるという[1]。

## 収録アルバム
| 曲名          | アルバム                | 発売日         | 備考                   |
| ------------- | ----------------------- | -------------- | ---------------------- |
| BRIGHT STREAM | 『ROCKBOUND NEIGHBORS』 | 2012年12月12日 | 9thオリジナルアルバム  |
| Sacred Force  | 『ROCKBOUND NEIGHBORS』 | 2012年12月12日 | Extended Mixとして収録 |

| 曲名          | アルバム           | 発売日        | 備考              |
| ------------- | ------------------ | ------------- | ----------------- |
| BRIGHT STREAM | 『THE MUSEUM III』 | 2018年1月10日 | 3rdベストアルバム |

### DVD、Blu-ray Disc
| 発売日         | タイトル                                     | 備考                          |
| BRIGHT STREAM  | BRIGHT STREAM                                | BRIGHT STREAM                 |
| -------------- | -------------------------------------------- | ----------------------------- |
| 2013年5月1日   | NANA MIZUKI LIVE GRACE -OPUS II-×UNION       | 12作目のライブ・ビデオ。      |
| 2013年12月11日 | NANA CLIPS 6                                 | 6作目のミュージッククリップ。 |
| 2014年5月28日  | NANA MIZUKI LIVE CIRCUS×CIRCUS+×WINTER FESTA | 13作目のライブ・ビデオ。      |
| 2015年6月17日  | NANA MIZUKI LIVE THEATER -ACOUSTIC-          | 15作目のライブ・ビデオ。      |
| 2016年9月14日  | NANA MIZUKI LIVE GALAXY -FRONTIER-           | 17作目のライブ・ビデオ。      |
| FEARLESS HERO  |                                              |                               |
| 2013年5月1日   | NANA MIZUKI LIVE GRACE -OPUS II-×UNION       | 12作目のライブ・ビデオ。      |
| 2014年5月28日  | NANA MIZUKI LIVE CIRCUS×CIRCUS+×WINTER FESTA | 13作目のライブ・ビデオ。      |
| 2016年9月14日  | NANA MIZUKI LIVE GALAXY -FRONTIER-           | 17作目のライブ・ビデオ。      |
| Sacred Force   |                                              |                               |
| 2013年5月1日   | NANA MIZUKI LIVE GRACE -OPUS II-×UNION       | 12作目のライブ・ビデオ。      |

## クレジット
| mastered by                         | HIROSHI KAWASAKI（FLAIR）                           |
| BRIGHT STREAM                       |                                                     |
| e. guitar                           | SUSUMU NISIKAWA                                     |
| e. bass                             | FIRE                                                |
| strings                             | DAISENSEI MUROYA STRINGS                            |
| all other instruments & programming | HITOSHI FUJIMA                                      |
| recorded by                         | HISAYOSHI KONDO,TETSURO TAKEUCHI(Climbers)          |
| mixed by                            | TETSURO TAKEUCHI(Climbers)                          |
| recorded at                         | Sony Music Studios Tokyo,Bunkamura Studio           |
| mixed at                            | SOUND INN                                           |
| production management               | ASAMI SUITA（ARIA entertainment）                   |
| directed by                         | HITOSHI FUJIMA                                      |
| sound produced by                   | Elements Garden                                     |
| FEARLESS HERO                       |                                                     |
| guitars                             | NOZOMU KANOW                                        |
| e. bass                             | CHIHARU MIKUZUKI                                    |
| trumpet                             | YUSUKE NAKANO                                       |
| trombone                            | MAKOTO IGARASHI                                     |
| alto sax                            | KEI SUZUKI                                          |
| strings                             | GEN ITTETSU STRINGS                                 |
| chorus                              | KAZCO                                               |
| all other instruments & programming | JUNPEI FUJITA                                       |
| recorded & mixed by                 | HISAYOSHI KONDO,TETSURO TAKEUCHI(Climbers)          |
| recorded at                         | Sony Music Studios Tokyo,sunrise studio,ARIA studio |
| mixed at                            | PLANET KINGDOM                                      |
| production management               | ASAMI SUITA（ARIA entertainment）                   |
| directed by                         | JUMPEI FUJITA                                       |
| sound produced by                   | Elements Garden                                     |
| Sacred Force                        |                                                     |
| e. guitar                           | MASAKI SUZUKI                                       |
| strings                             | DAISENSEI MUROYA STRINGS                            |
| all other instruments & programming | HITOSHI FUJIMA                                      |
| recorded ＆ mixed by                | HISAYOSHI KONDO                                     |
| recorded at                         | Sony Music Studios Tokyo,Aobadai Studio Inc.        |
| mixed at                            | SOUND INN                                           |
| production management               | ASAMI SUITA（ARIA entertainment）                   |
| directed by                         | HITOSHI FUJIMA                                      |
| sound produced by                   | Elements Garden                                     |